# Young, Wild & Free
"Young, Wild & Free" is een single van de Amerikaanse rappers Snoop Dogg, Wiz Khalifa en zanger Bruno Mars. De single werd uitgebracht in 2011 op de soundtrack voor de film Mac & Devin Go to High School.

## Achtergrond
Young, Wild & Free is geschreven door Snoop Dogg, Ted Bluechel, Bruno Mars, Phillip Lawrence, Ari Levine, Brody Brown, Wiz Khalifa, Marlon Borrow, Tyrone Griffin, Keenon Jackson, Nye Lee en Marquise De Angelo Newman en geproduceerd door The Smeezingtons. Het nummer is een ode aan de stonerlifestyle, waar mensen leven zonder zich zorgen te maken en veel wiet roken en alcohol nuttigen. Snoop Dogg en Wiz Khalifa werden door hun fans al langer met elkaar vergeleken door hun muziek- en lifestyle en om deze reden waren de artiesten samen de studio ingegaan. Hier besloten ze om naast dit lied te schrijven ook een film te maken. De motivering hiervan was volgens Snoop Dogg: "omdat we houden van wat we doen en we houden van elkaar en tegelijkertijd weten we ook wat mensen willen". Het nummer was internationaal een groot succes, met noteringen in de hitlijsten van meer dan vijftien landen. Daarnaast was het lied ook genomineerd voor een Grammy Award in de categorie Best Rap Song.